# Comuna Bârla, Argeș
Bârla este o comună în județul Argeș, Muntenia, România, formată din satele Afrimești, Bădești, Bârla (reședința), Brabeți, Ciocești, Malu, Mândra, Mozăcenii-Vale, Podișoru, Șelăreasca, Urlueni și Zuvelcați.

## Așezare
Comuna este situată în sud-vestul extrem al județului, în Câmpia Găvanu-Burdea, la limita cu județele Olt și Teleorman, pe malurile râului Cotmeana, acolo unde acesta se varsă în Vedea, și în zona cursului superior al râului Tecuci. Este străbătută de șoseaua județeană DJ679, care o leagă spre nord de Hârsești, Stolnici, Lunca Corbului (unde se intersectează cu DN65) și Poiana Lacului (unde se termină în DN65B), și spre sud în județul Olt de Tufeni, Ghimpețeni, Nicolae Titulescu, Văleni, Seaca, Mihăești și mai departe în județul Teleorman de Călmățuiu de Sus. La Șelăreasca, din acest drum se ramifică șoseaua județeană DJ679A, care duce spre est la Căldăraru (unde se intersectează cu DN65A), Râca și Popești; iar la Mozăcenii-Vale, tot din DJ679 se ramifică DJ679F, care duce spre sud-vest în județul Olt la Icoana.

## Demografie
Componența etnică a comunei Bârla
     Români (93,85%)
     Alte etnii (0,02%)
     Necunoscută (6,12%)
Componența confesională a comunei Bârla
     Ortodocși (93,49%)
     Alte religii (0,07%)
     Necunoscută (6,44%)
Conform recensământului efectuat în 2021, populația comunei Bârla se ridică la 4.116 locuitori, în scădere față de recensământul anterior din 2011, când fuseseră înregistrați 5.142 de locuitori. Majoritatea locuitorilor sunt români (93,85%), iar pentru 6,12% nu se cunoaște apartenența etnică. Din punct de vedere confesional, majoritatea locuitorilor sunt ortodocși (93,49%), iar pentru 6,44% nu se cunoaște apartenența confesională.

## Politică și administrație
Comuna Bârla este administrată de un primar și un consiliu local compus din 13 consilieri. Primarul, Gheorghe Voicu[*], de la Partidul Național Liberal, este în funcție din 2016. Începând cu alegerile locale din 2024, consiliul local are următoarea componență pe partide politice:
|  | Partid                          | Consilieri | Componența Consiliului | Componența Consiliului | Componența Consiliului | Componența Consiliului | Componența Consiliului | Componența Consiliului | Componența Consiliului | Componența Consiliului |
|  | ------------------------------- | ---------- | ---------------------- | ---------------------- | ---------------------- | ---------------------- | ---------------------- | ---------------------- | ---------------------- | ---------------------- |
|  | Partidul Național Liberal       | 8          |                        |                        |                        |                        |                        |                        |                        |                        |
|  | Partidul Social Democrat        | 4          |                        |                        |                        |                        |                        |                        |                        |                        |
|  | Alianța pentru Unirea Românilor | 1          |                        |                        |                        |                        |                        |                        |                        |                        |

## Istorie
La sfârșitul secolului al XIX-lea, comuna făcea parte din plasa Teleorman a județului Teleorman și era formată din satele Bârla, Podișoru și Șelăreasa, având 1456 de locuitori. Existau în comună o școală mixtă cu 18 elevi, o moară cu aburi și două biserici (la Podișoru și Bârla), iar principalii proprietari de pământ erau moștenitorii Bârleanu și Felicia Papadopol. La acea vreme, pe teritoriul actual al comunei mai funcționau în aceeași plasă și comunele Ciocești-Mândra, Malu, Mozăceni și Urlueni. Comuna Ciocești-Mândra, alcătuită din satele Ciocești și Mândra, avea 1477 de locuitori, o școală și două biserici. În comuna Malu, trăiau 820 de oameni în satele Malu, Brabeți, Zuvlecați și Afrimești, ea având o biserică și o școală cu 15 elevi. Comuna Mozăceni, formată din satele Mozaceni și Bădești, avea 797 de locuitori, două biserici, o moară cu aburi și o școală cu 20 de elevi, principalul proprietar de terenuri fiind N. Butculescu. Comuna Urlueni, cu satele Urlueni, Tomești și Lereni, având 1403 locuitori, o școală mixtă și patru biserici.
Anuarul Socec din 1925 consemnează comunele în plasa Tecuci-Kalinderu a aceluiași județ. Comuna Bârla avea 2035 de locuitori în satele Bârla și Șelăreasa; comuna Ciocești-Mândra avea aceeași alcătuire și 1403 locuitori; comuna Malu avea 708 locuitori în satele Afrimești, Brabeți, Malu și Zuvlecați; comuna Mozăceni avea 1338 de locuitori în Bădești, Mozăceni și Podișoru; iar comuna Urlueni era formată doar din satul de reședință cu 420 de locuitori.
În 1950, comunele au fost transferate raionului Roșiori de Vede din regiunea Teleorman și apoi (după 1952) raionului Costești din regiunea Argeș. În 1968, ele au trecut la județul Argeș, fiind cu această ocazie comasate în comuna Bârla.

## Monumente istorice
În comuna Bârla se află două situri arheologice de interes național — fortificația cu val de pământ „Brazda lui Novac” de la nord de satul Bârla (secolul al III-lea e.n., epoca romană; și situl arheologic de la „la Urloaie” de pe dealul Cotmeni, la 2 km de Urlueni, sit ce cuprinde vestigii romane: castrul mare, castrul mic, traseul Brazdei lui Novac și sectorul limesului transalutan. Tot de interes național sunt și monumentul de arhitectură biserica „Adormirea Maicii Domnului”-Lereni (1787), și monumentul memorial sau funerar reprezentat de o cruce de piatră din 1731, ambele aflate în satul Urlueni.
În rest, singurul obiectiv din comună inclus în lista monumentelor istorice din județul Argeș ca monument de interes local este biserica „Sfântul Nicolae” (1812) din satul Podișoru, clădire clasificată ca monument de arhitectură.

## Economie
Preocuparea principala a locuitorilor din aceasta comună o reprezintă agricultura și creșterea animalelor; în satul Malu, care aparține acestei comune, se găsește o importantă ferma avicolă. Un alt factor economic e reprezentat de existenta zacamintelor petrolifere, în aceasta zonă situându-se mai multe centre de exploatare a petrolului.